# Bob ai XVI Giochi olimpici invernali
Ai XVI Giochi olimpici invernali svoltisi nel 1992 a Albertville (Francia) vennero assegnate due medaglie d'oro: bob a 2 e bob a 4 maschili.
Le gare si disputarono sulla pista di La Plagne a Mâcot-la-Plagne.

## Calendario
| Uomini | Bob a due | Bob a due |  |  |  |  | Bob a quattro | Bob a quattro |   |
| Finali |           | 1         |  |  |  |  |               | 1             | 2 |

## Atleti iscritti
| America (47)                                                                    | America (47)                                                            | America (47)                                                                          |
| ------------------------------------------------------------------------------- | ----------------------------------------------------------------------- | ------------------------------------------------------------------------------------- |
| - Antille Olandesi (2) - Canada (9) - Giamaica (5)                              | - Isole Vergini Americane (8) - Messico (7) - Porto Rico (4)            | - Stati Uniti (12)                                                                    |
| Asia (8)                                                                        |                                                                         |                                                                                       |
| - Giappone (4)                                                                  | - Taipei cinese (4)                                                     |                                                                                       |
| Europa (102)                                                                    |                                                                         |                                                                                       |
| - Austria (8) - Bulgaria (5) - Cecoslovacchia (6) - Francia (9) - Germania (12) | - Irlanda (4) - Italia (8) - Jugoslavia (5) - Lettonia (8) - Monaco (5) | - Norvegia (2) - Regno Unito (8) - Romania (5) - Squadra Unificata (9) - Svizzera (8) |
| Oceania (2)                                                                     |                                                                         |                                                                                       |
| - Australia (2)                                                                 |                                                                         |                                                                                       |

## Podi

### Uomini
| Evento                   | Oro                                                                   | Tempo   | Argento                                                          | Tempo   | Bronzo                                                                 | Tempo   |
| Bob a due (dettagli)     | Svizzera I Gustav Weder Donat Acklin                                  | 4:03.26 | Germania I Rudi Lochner Markus Zimmermann                        | 4:03.55 | Germania II Christoph Langen Günther Eger                              | 4:03.63 |
| Bob a quattro (dettagli) | Austria I Ingo Appelt Harald Winkler Gerhard Haidacher Thomas Schroll | 3:53.90 | Germania I Wolfgang Hoppe Bogdan Musiol Axel Kühn René Hannemann | 3:53.92 | Svizzera I Gustav Weder Donat Acklin Lorenz Schindelholz Curdin Morell | 3:54.13 |

## Medagliere
| Posizione | Paese    |   |   |   | Totale |
| --------- | -------- | - | - | - | ------ |
| 1         | Svizzera | 1 | 0 | 1 | 2      |
| 2         | Austria  | 1 | 0 | 0 | 1      |
| 3         | Germania | 0 | 2 | 1 | 3      |
| Totale    | Totale   | 2 | 2 | 2 | 6      |